# Фес - Булман
Фес – Булман е един от 16-те региони на Мароко. Населението му е 1 573 055 жители (2004 г.), а площта 19 795 кв. км. Намира се в часова зона UTC+0 в североизточната част на страната. Разделен е на 4 провинции и префектури.